# 佐井村立牛滝小中学校
佐井村立牛滝小中学校（さいそんりつ うしたきしょうちゅうがっこう）は、青森県下北郡佐井村大字長後字牛滝にある、公立小中学校である。
牛滝集落は下北半島の西海岸沿いにある漁業集落で佐井村の最も南側にあって、人口規模は百数十人、当校は本州で唯一のへき地等級5級の学校だった（2016年3月現在は4級）。
2019年（平成31年）4月1日より、牛滝小学校の在籍児童がゼロとなったため小学校が休校となり、2021年（令和3年）4月1日より、牛滝中学校の在籍生徒がゼロとなったため、中学校も休校となって、小中学校が休校となる。なお、牛滝小学校については、2023年（令和5年）4月から、牛滝中学校については、2025年（令和7年）4月から、それぞれ再開された。

## 概要
1976年（昭和51年）に鉄筋コンクリートの2階建て校舎に建て替えた。児童・生徒たちの自宅は昼食時に帰って食事できるほど近い。2025年（令和7年）4月現在、在籍者数は小学校1名と中学校1名の計2名である。

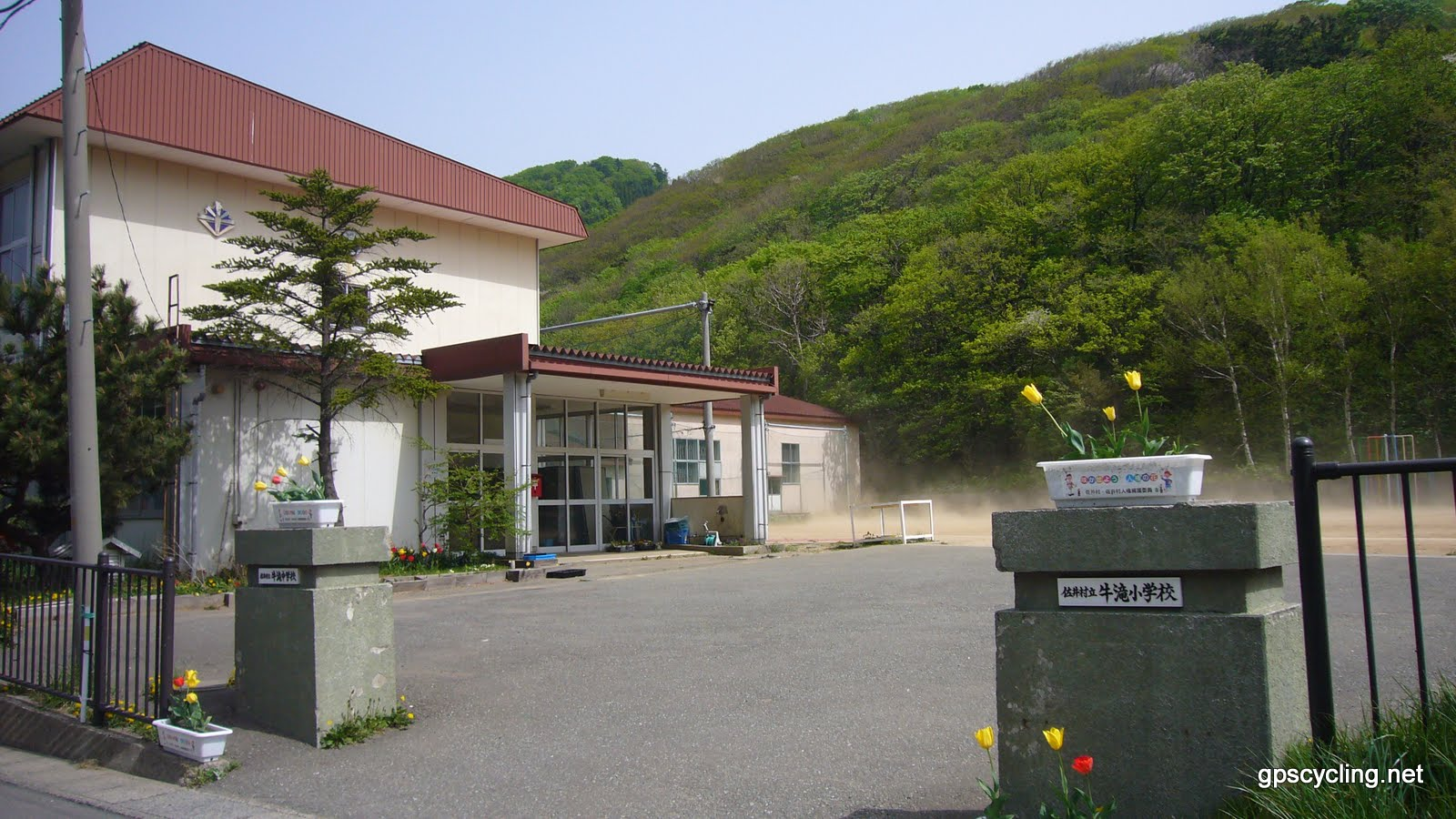
牛滝小学校当時の様子

## 在籍者数
- 2025年（令和7年）4月時点[5]。

### 牛滝小学校
| 学年 | 1年 | 2年 | 3年 | 4年 | 5年 | 6年 | 特別支援 | 合計 |
| ---- | --- | --- | --- | --- | --- | --- | -------- | ---- |
| 学級 | 0   | 0   | 0   | 0   | 1   | 0   | 0        | 1    |
| 児童 | 0   | 0   | 0   | 0   | 1   | 0   | 0        | 1    |

### 牛滝中学校
| 学年 | 1年 | 2年 | 3年 | 特別支援 | 合計 |
| ---- | --- | --- | --- | -------- | ---- |
| 学級 | 1   | 0   | 0   | 0        | 1    |
| 生徒 | 1   | 0   | 0   | 0        | 1    |

## 学区
- 牛滝

## 沿革
- 1881年（明治14年）4月5日 - 大字長後字牛滝37番地に「牛滝小学校」創設。
- 1888年（明治21年）4月8日 - 青森県第一七区牛滝簡易小学校に改称。
- 1892年（明治25年）4月1日 - 佐井村立佐井尋常小学校牛滝分教場に改称。
- 1930年（昭和5年）4月1日 - 字牛滝川目108番地に校地・校舎移転。
- 1941年（昭和16年）4月1日 - 国民学校令により、佐井国民学校牛滝分教場に改称。
- 1946年（昭和21年）4月1日 - 佐井国民学校高等科分教場設置。
- 1947年（昭和22年）
  - 4月1日 - 学校教育法（旧法）施行により、佐井村立佐井小学校牛滝分校に改称。同日から佐井村立佐井中学校牛滝分校併置。
  - 4月21日 - 中学校の開校式挙行。
- 1953年（昭和28年）11月5日 - 字牛滝川目99番地（現在地）に校地・校舎移転。
- 1954年（昭和29年）
  - 4月1日 - 独立昇格し、佐井村立牛滝小学校に改称。同日から佐井村立佐井中学校牛滝分校も佐井村立牛滝中学校に改称
  - 10月7日 - 校歌制定。
- 1957年（昭和32年）4月10日 - 校章制定。
- 1976年（昭和51年）11月 - 鉄筋コンクリート造・1037 m2の2階建て新校舎完成。
- 2019年（平成31年）4月1日 - 新たな入学者が無かったため、小学校が休校となる[6]。
- 2021年（令和3年）4月1日 - 在籍者数がゼロになった為、中学校も休校となる[4]。
- 2023年（令和5年）
  - 4月1日 - 小学校が再開[7][8][9]。
  - 4月7日 - 再開後最初の始業式挙行[10]。
  - 6月9日 - 再開後の開校式挙行[11]。
- 2025年（令和7年）
  - 3月25日 - 6年ぶりに小学校卒業式挙行[5][注釈 1]。
  - 4月1日 - 4年ぶりに中学校が再開[5]。
  - 4月6日 - 再開後の中学校入学式挙行[12]。

## 周辺
- 佐井村牛滝地区交流促進センター

## アクセス
- 牛滝簡易郵便局から、徒歩約310 m・約5分。
- 佐井村コミュニティバス「牛滝」バス停から約300 m・徒歩約5分[13]。ただし、佐井村コミュニティバスは、村中心部からではなく、むつ市川内地区からしか行けない。
- 佐井村中心部からは、公共交通機関が通っておらず、国道338号から車での移動しか手段が無い。
- なお、休校前は、シィラインの高速船で、青森港（青森市）から2時間、佐井港から40分、牛滝港下船後、徒歩565 m・約9分でアクセスできたが、2023年3月31日をもって廃止された[14]為、佐井村中心部からは車でしか移動手段が無くなる。